# 麥迪遜縣 (密西西比州)
麥迪遜縣（英語：Madison County）是美国密西西比州中部的一個縣，面積1,922平方公里。根據2020年美國人口普查，共有人口10萬9,145人。縣治坎頓；縣名紀念第四任美国总统詹姆斯·麦迪逊。